# 多寄駅
多寄駅（たよろえき）は、北海道士別市多寄町36線東3番地にある北海道旅客鉄道（JR北海道）宗谷本線の駅である。電報略号はタヨ。事務管理コードは▲121815。駅番号はW44。

## 歴史

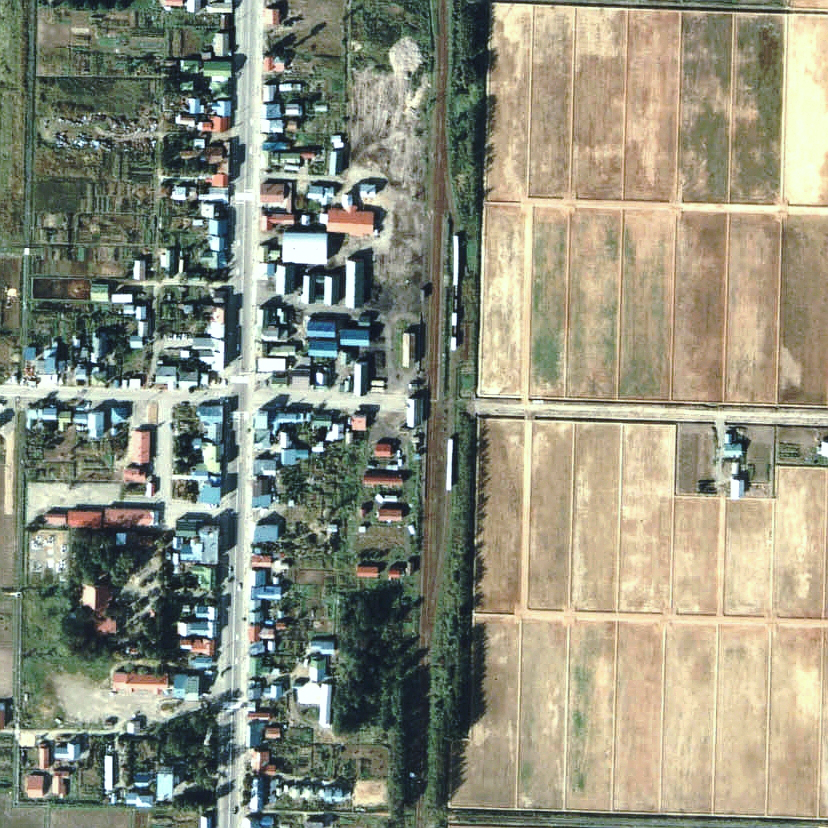
1977年の多寄駅と周囲約500m範囲の状況。上が名寄方面。相対ホームと副本線、駅舎横の名寄側に貨物積卸場と引込み線がある。駅裏は上の貨物が停車している辺りに若干のストックヤードがあった。写真では白い冷蔵車の姿が見えるが、近隣の酪農組合からの出荷を扱っていた。

- 1903年（明治36年）9月3日：北海道官設鉄道天塩線士別駅 - 名寄駅間延伸開業にともない設置[4]。一般駅[1]。
- 1905年（明治38年）4月1日：鉄道作業局に移管[4]。
- 1912年（大正元年）9月21日：宗谷線に線名を改称[4]。
- 1919年（大正8年）10月20日：宗谷本線に線名を改称[4]。
- 1949年（昭和24年）6月1日：公共企業体である日本国有鉄道に移管。
- 1982年（昭和57年）11月15日：貨物取扱い廃止[1]。
- 1984年（昭和59年）
  - 2月1日：荷物取扱い廃止[1]。
  - 11月10日：駅員無配置駅となる[5]。
- 1986年（昭和61年）11月1日：CTC導入にともない、完全無人駅となる[6]。
- 1987年（昭和62年）4月1日：国鉄分割民営化により、北海道旅客鉄道（JR北海道）の駅となる[4]。
- 1988年（昭和63年）：現駅舎に改築[7]。
- 1999年（平成11年）：ホームを改築し、駅舎を旭川寄りにおよそ20メートル移転[8]。

### 駅名の由来
所在地名より。現在のタヨロマ川を指すアイヌ語の「タイオロオマペッ（tay-oro-oma-pet）」（林・中に・ある・川）に由来する。

## 駅構造
士別駅管理の無人駅。
1993年（平成5年）時点で、すでに稚内方に向かって左手に1面1線の単式ホームと駅舎を持つのみの駅となっていたが、さらに1999年（平成11年）に駅前通を線路反対側に延長するため駅の設備を取り壊し旭川側に20メートルほど移転した。ホームは新しく作られ、駅舎も曳屋がなされた。

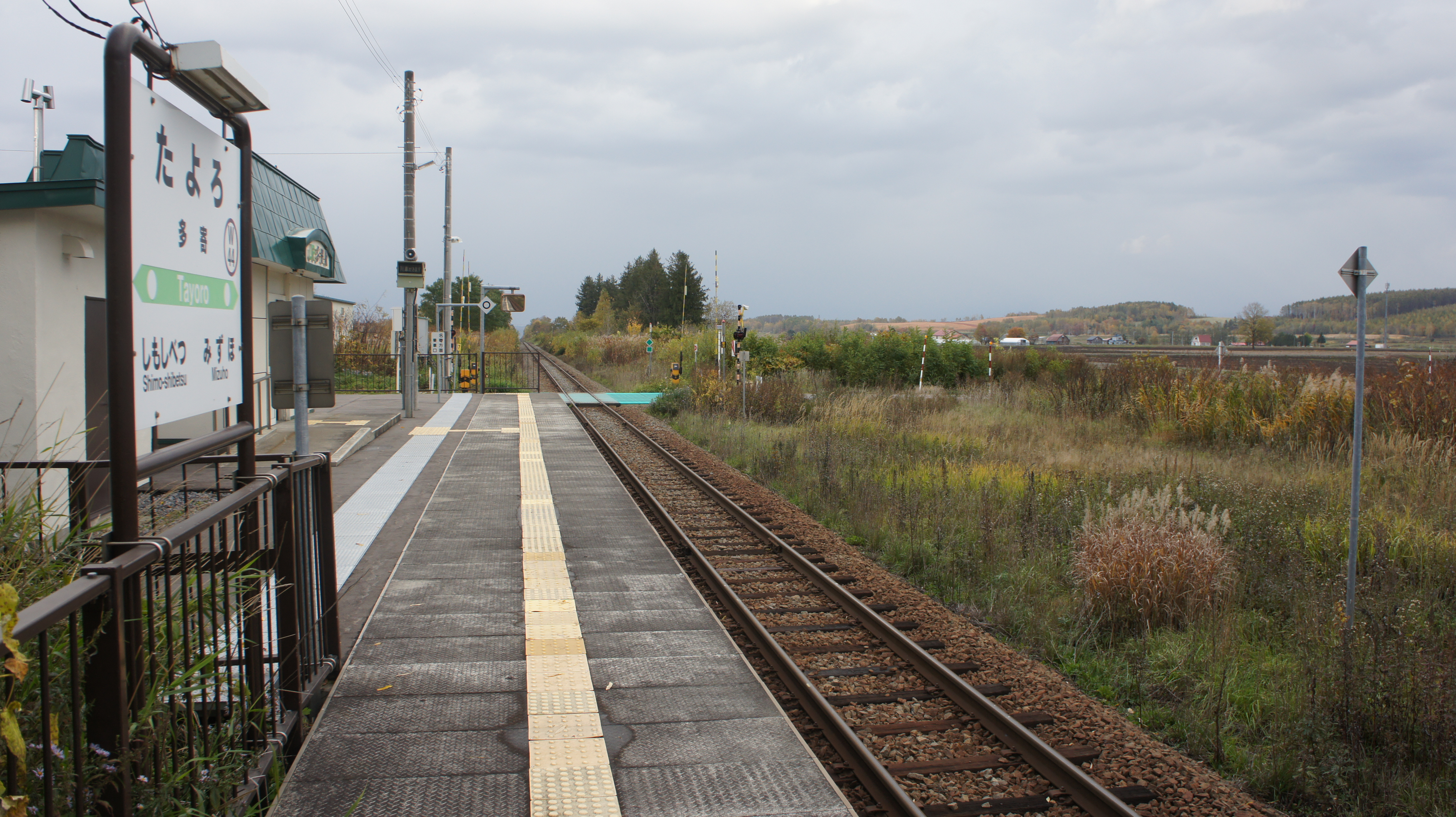
ホーム（2017年10月）
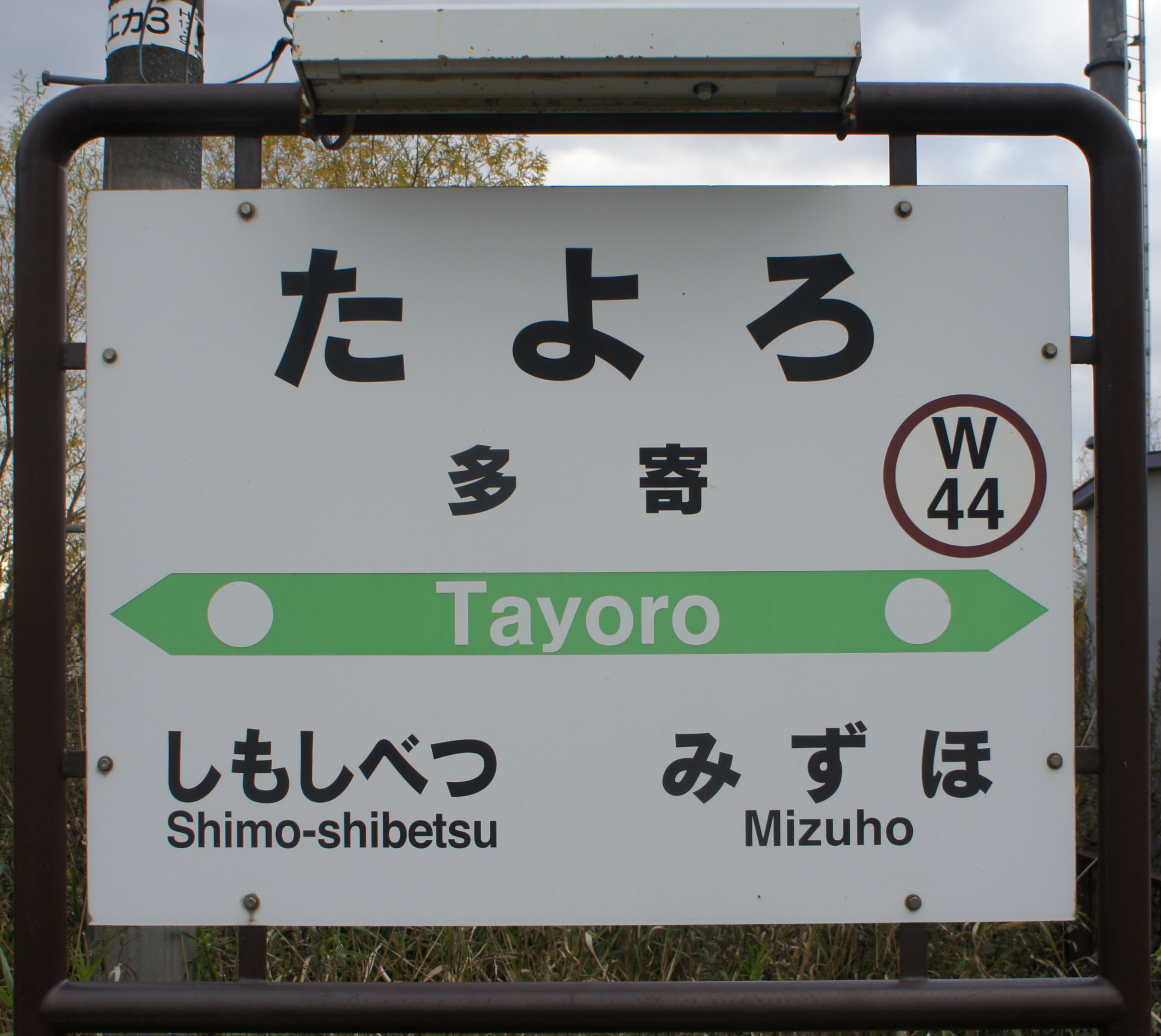
駅名標（2017年10月）

## 利用状況
乗車人員の推移は以下のとおり。年間の値のみ判明している年については、当該年度の日数で除した値を括弧書きで1日平均欄に示す。乗降人員のみが判明している場合は、1/2した値を括弧書きで記した。また、「JR調査」については、当該の年度を最終年とする過去5年間の各調査日における平均である。
| 年度               | 乗車人員 | 乗車人員 | 乗車人員     | 出典       | 備考            |
| 年度               | 年間     | 1日平均  | JR調査       | 出典       | 備考            |
| ------------------ | -------- | -------- | ------------ | ---------- | --------------- |
| 1954年（昭和29年） | 137,104  | (375.6)  |              | [ 10 ]     |                 |
| 1978年（昭和53年） |          | 131.0    |              | [ 11 ]     |                 |
| 1992年（平成04年） |          | （37.0)  |              | [ 2 ]      | 1日乗降客数74人 |
| 2015年（平成27年） |          |          | 「10名以上」 | [ JR北 1 ] |                 |
| 2017年（平成29年） |          |          | 10.4         | [ JR北 2 ] |                 |
| 2018年（平成30年） |          |          | 「10名以下」 | [ JR北 3 ] |                 |
| 2019年（令和元年） |          |          | 7.6          | [ JR北 4 ] |                 |
| 2020年（令和02年） |          |          | 「10名以下」 | [ JR北 5 ] |                 |
| 2021年（令和03年） |          |          | 「10名以下」 | [ JR北 6 ] |                 |
| 2022年（令和04年） |          |          | 「10名以下」 | [ JR北 7 ] |                 |
| 2023年（令和05年） |          |          | 4.8          | [ JR北 8 ] |                 |

## 駅周辺
駅の周辺はかつては多寄村であったが1954年（昭和29年）に士別町などと合併して士別市の一部となった。駅周辺には小中学校や郵便局、市役所の出張所や商店などがあり、町の機能がほぼ整っている。
- 国道40号
  - 道北バス、士別軌道「多寄」停留所
- 士別市役所多寄出張所
- 士別警察署多寄駐在所
- 多寄郵便局
- 北星信用金庫士別中央営業部多寄出張所
- 北ひびき農業協同組合（JA北ひびき）多寄基幹支所
- Aコープ多寄店
- 士別市立多寄診療所
- 士別市立中多寄小学校
- 士別市立多寄幼稚園
- 士別市立多寄小学校
- 士別市立多寄中学校(2020年3月末で士別中学校と合併)
- 北海道道888号東陽多寄線
- 日向温泉
- ブリヂストン北海道プルービンググラウンド（多寄町35線東陽）

## 隣の駅
北海道旅客鉄道（JR北海道）
■宗谷本線

■普通
士別駅 (W42) - *下士別駅 (W43) - 多寄駅 (W44) - **瑞穂駅 (W45) - 風連駅 (W46)
*:打消線は廃駅
**:一部列車は瑞穂駅を通過する。

### JR北海道
1. ↑  “極端にご利用の少ない駅（3月26日現在）” (PDF). 平成28年度事業運営の最重点事項.   北海道旅客鉄道. p. 6 (2016年3月28日). 2017年9月25日閲覧。
2. ↑  “駅別乗車人員（【別添資料】（2）宗谷本線（旭川・稚内間）の状況）” (PDF). 宗谷線（旭川～稚内間）事業計画（アクションプラン）.   北海道旅客鉄道. pp. 11-12 (2019年4月). 2019年4月18日時点のオリジナルよりアーカイブ。2019年4月18日閲覧。
3. ↑  “駅別乗車人員” (PDF). 全線区のご利用状況（地域交通を持続的に維持するために）.   北海道旅客鉄道. 2020年1月20日時点のオリジナルよりアーカイブ。2020年1月20日閲覧。
4. ↑  “駅別乗車人員（【別添資料】（2）宗谷本線（旭川・稚内間）の状況）” (PDF). 宗谷線（旭川～稚内間）第2期事業計画（アクションプラン）. p. 10 (2021年4月16日). 2021年4月19日時点のオリジナルよりアーカイブ。2021年4月29日閲覧。
5. ↑  “駅別乗車人員” (PDF). 地域交通を持続的に維持するために > 全線区のご利用状況.   北海道旅客鉄道 (2021年9月30日). 2022年1月1日時点のオリジナルよりアーカイブ。2022年1月1日閲覧。
6. ↑  “駅別乗車人員” (PDF). 地域交通を持続的に維持するために > 全線区のご利用状況.   北海道旅客鉄道. 2022年10月9日時点のオリジナルよりアーカイブ。2022年10月9日閲覧。
7. ↑  “駅別乗車人員” (PDF). 地域交通を持続的に維持するために > 全線区のご利用状況.   北海道旅客鉄道 (2023年). 2023年9月26日時点のオリジナルよりアーカイブ。2023年9月26日閲覧。
8. ↑  “宗谷線(旭川・稚内間) 事業の抜本的な改善方策の実現に向けた実行計画(2024(令和6)～2026(令和8)年度)” (PDF).   北海道旅客鉄道 (2024年). 2024年9月8日時点のオリジナルよりアーカイブ。2024年9月8日閲覧。